# Marinus van der Goes van Naters

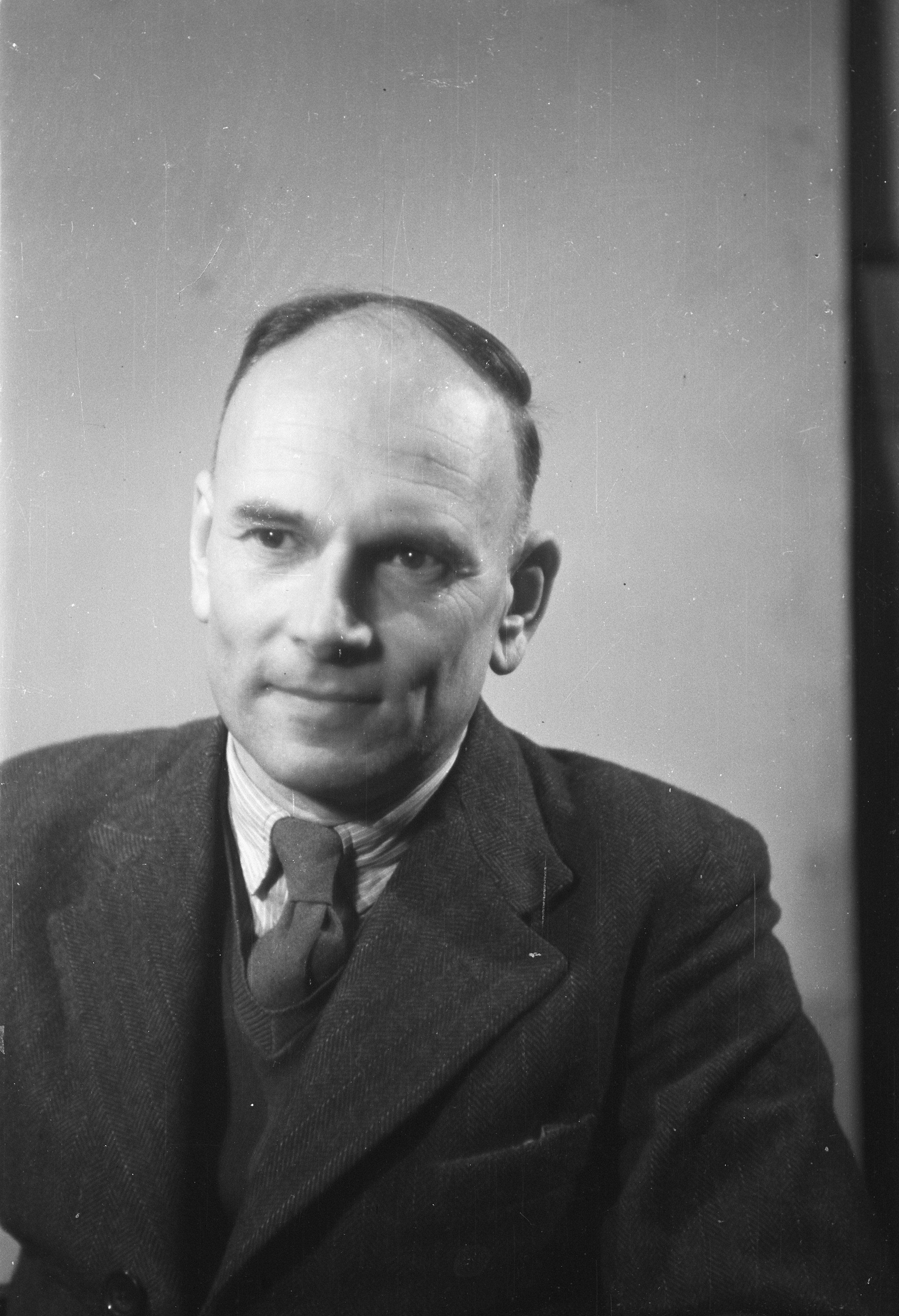
Marinus van der Goes van Naters (1946)

Jonkheer Marinus van der Goes van Naters (* 21. Dezember 1900 in Nijmegen; † 12. Februar 2005 in Wassenaar) war ein niederländischer Politiker. Er war ein prominentes Mitglied der sozialdemokratischen Parteien, sowohl in der niederländischen, als auch in der europäischen Politik. 
Von 1937 bis 1967 war er Mitglied der Zweiten Kammer der Generalstaaten, von 1945 bis 1951 Fraktionsvorsitzender der SDAP bzw. PvdA. Von 1952 bis 1958 gehörte van der Goes van Naters der gemeinsamen Versammlung der Europäischen Gemeinschaft für Kohle und Stahl (EGKS), anschließend bis 1967 dem Europäischen Parlament an. 1952/53 erarbeitete er einen Plan zur Saarfrage.

## Hintergrund
Van der Goes van Naters war Abkömmling der Familie Van der Goes, einem adeligen Geschlecht aus Nijmegen, mit einem protestantisch-liberalen Hintergrund. Er besuchte das Nijmeegs gymnasium und studierte dann von 1919 bis 1923 Rechtswissenschaft an der Universität Leiden. Nach seinem Studium ließ er sich in Nijmegen als Rechtsanwalt nieder. Van der Goes schloss an sein praktijk (Praxisphase der niederländischen Rechtsanwaltausbildung) 1930 eine Promotion in Jura an, danach ließ er sich in Heerlen nieder.

## Politische Karriere

### Vorkriegs- und Kriegszeit
In den 1930er Jahren trat er der Sociaal-Democratische Arbeiderspartij (deutsch: Sozialdemokratische Arbeiterpartei) bei und wurde dort 1935 Vorstandsmitglied. Am 8. Juni 1937 wurde er in die Tweede Kamer (2. Kammer) des niederländischen Parlaments gewählt.
Van der Goes verbrachte den größten Teil des Zweiten Weltkriegs in Gefangenschaft, zusammen mit dem Rest der politischen Spitze, die nicht nach England geflüchtet war. Er saß hintereinander im Konzentrationslager Buchenwald, im Internierungslager in Haaren und schließlich in St. Michielsgestel. Dort wurde er 1944 durch die Alliierten befreit, bei ihrem Einmarsch in die Niederlande.

### Nach 1945

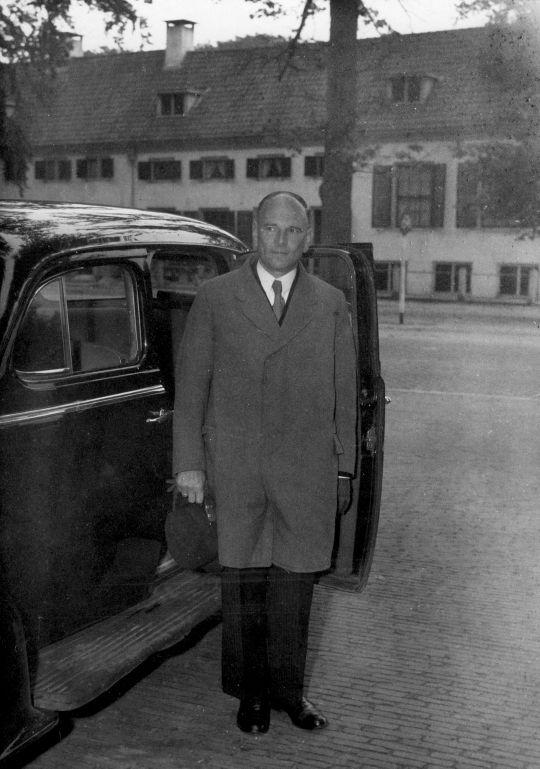
Van der Goes van Naters im Jahr 1947

Unmittelbar nach der Befreiung kehrte Van der Goes in die niederländische Politik zurück. 1945 wurde er der erste Nachkriegs-Fraktionsvorsitzende der SDAP und behielt diesen Posten auch 1946, als die Partei ihren Namen in Partij van de Arbeid (PvdA, Partei der Arbeit) änderte. Van der Goes kümmerte sich in dieser Zeit um den Wiederaufbau und die Reparationszahlungen aus Deutschland. Er war führende Kraft bei den Plänen in großem Rahmen deutsches Territorium als Kompensation für niederländische Kriegsschäden zu annektieren. 
Zugleich gehörte er, wegen seines sozialdemokratischen Hintergrunds, einer Gruppe an, die internationale Zusammenarbeit und die europäische Einheit als Mittel zur Vermeidung weiterer Kriege ansah. Van der Goes engagierte er sich ab 1948 in der Sozialistischen Bewegung für die Vereinigten Staaten von Europa bzw. dem daraus hervorgegangenen Mouvement Gauche Européenne.
1951 geriet van der Goes in der Frage Niederländisch-Indiens in einen Konflikt mit seinem Ministerpräsidenten Willem Drees. Vor allem in der Frage von Neuguinea liefen die Meinungen stark auseinander. Van der Goes wollte hier mit der Republik Indonesien verhandeln. Er verlor den Machtkampf und musste als Fraktionsvorsitzender zurücktreten, blieb aber auch nach den Wahlen von 1952 Mitglied der Tweede Kamer. 
Daneben wurde er als Vertreter der niederländischen Generalstaaten Mitglied in der gemeinsamen Versammlung der Europäischen Gemeinschaft für Kohle und Stahl (EGKS) bzw. ab 1958 im daraus hervorgegangenen Europäischen Parlament. Dort gehörte er der Sozialdemokratischen Fraktion (SOC) an. 
Van der Goes erarbeitete 1952–53 im Auftrag des Europarats einen Bericht zur Saarfrage, in dem er für eine Europäisierung des Saargebiets plädierte. Damit bereitete er das 1954 zwischen Frankreich und der Bundesrepublik Deutschland vereinbarte europäische Saarstatut vor, das jedoch in einer Volksabstimmung von den Saarländern abgelehnt wurde. Des Weiteren setzte sich van der Goes für den Verbleib des in der Nähe seiner Heimatstadt Nijmegen gelegenen, zwischen Deutschland und den Niederlanden umstrittenen Wylerbergs (Duivelsberg) bei den Niederlanden ein, was 1963 im Grenzvertrag zwischen beiden Staaten geregelt wurde.
Van der Goes erfüllte diese Aufgaben bis 1967, als er sowohl das niederländische, als auch das europäische Parlament verließ. In den dazwischen liegenden Jahren hatte er sich für den Wiederaufbau, die europäische Integration und die Zusammenarbeit in der Entwicklung mit ärmeren Ländern eingesetzt.
Er war auch einer der ersten Politiker in den Niederlanden, der für die Erhaltung der Umwelt eintrat.

## Nach seiner politischen Laufbahn

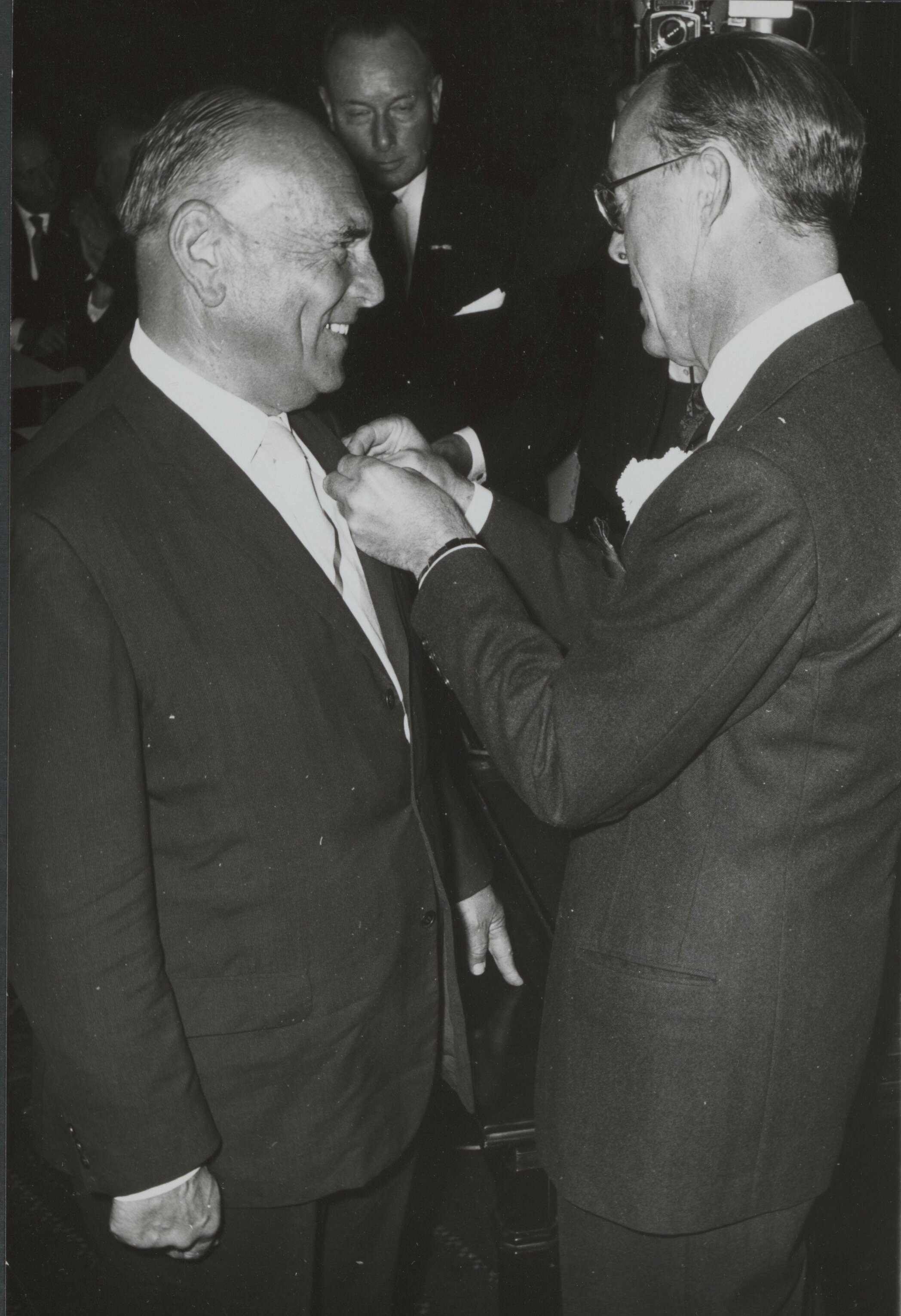
Prinz Bernhard verleiht van der Goes die Zilveren Anjer (1964)

Obwohl er offiziell im Ruhestand war, blieb Van der Goes doch politisch interessiert und aktiv. Von 1970 bis 1973 war er Gastdozent an der Universität von Ruanda. 
Danach widmete er sich seiner Autobiographie "Met en tegen de tijd: Een tocht door de twintigste eeuw" (Mit und gegen die Zeit: Ein Streifgang durch das 20. Jahrhundert), welche 1980 erschien.
Zugleich blieb er im Hintergrund seiner PvdA aktiv. Von seiner Wohnung in Wassenaar aus verkündete er seine (selten gemäßigte) Meinung zur Tagespolitik in der Parteizeitung der PvdA, was zu heftigen Kontroversen an der Parteibasis führte, besonders wenn der rode jonker (rote Junker) sich weniger positiv über populäre Politiker wie Wim Kok ausließ.
Marinus van der Goes van Naters wurde 1951 zum Ritter im Orden des niederländischen Löwen ernannt. 1967 wurde er, als Dank für seinen Einsatz für das Land, zum Kommandeur des Ordens von Oranien-Nassau befördert.
Sein Enkelsohn ist der Journalist und PvdA Abgeordneter Im Europaparlament Thijs Berman.
Er starb in Wassenaar am 12. Februar 2005, im hohen Alter von 104 Jahren.

## Notizen
1. ↑  Bruno Leuvrey: La Sarre et le Conseil d’Europe 1949–1954. In: Rainer Hudemann, Raymond Poidevin: Die Saar 1945–1955. Ein Problem der europäischen Geschichte. 2. Auflage, R. Oldenbourg Verlag, München 1995, S. 97–114, auf S. 109–113.
2. ↑  Per Fischer: Das Saarstatut des Europarats. Vorstoß in europäisches integrationspolitisches Neuland. In: Rainer Hudemann, Raymond Poidevin: Die Saar 1945–1955. Ein Problem der europäischen Geschichte. 2. Auflage, R. Oldenbourg Verlag, München 1995, S. 115–126, auf S. 109–113.
3. ↑  Herbert Elzer: Die deutsche Wiedervereinigung an der Saar. Das Bundesministerium für gesamtdeutsche Fragen und das Netzerk der prodeutschen Opposition 1949–1955. Röhrig Universitätsverlag, St. Ingbert 2007, 61–62.
4. ↑  E. Pelzers: Marinus van der Goes van Naters. In: Biografisch woordenboek Gelderland. S. 44.
5. ↑  Verweis auf IGL-Archiv, Akte IGL 89, enthält Franz Steinbach, »Bemerkungen zu der Saar-Denkschrift des Herrn van der Goes van Naters«, 28. Oktober 1953. Steinbach wollte, wie seit Jahrzehnten, die deutsche Westgrenze möglichst weit nach Westen legen, wogegen sich Goes van Naters verwahrte

| Personendaten    | Personendaten                             |
| ---------------- | ----------------------------------------- |
| NAME             | Goes van Naters, Marinus van der          |
| ALTERNATIVNAMEN  | Goes van Naters, Jonkheer Marinus van der |
| KURZBESCHREIBUNG | niederländischer Politiker, MdEP          |
| GEBURTSDATUM     | 21. Dezember 1900                         |
| GEBURTSORT       | Nijmegen                                  |
| STERBEDATUM      | 12. Februar 2005                          |
| STERBEORT        | Wassenaar                                 |